# 北海道道254号拔海港线
北海道道254号拔海港线（日语：北海道道254号抜海港線）是一条从北海道稚内市拔海漁港出发经野寒布、富士見抵达中央2丁目的普通道级道路（北海道道）。

## 指定区間
- 起点：北海道稚内市拔海（＝拔海漁港）
- 終点：北海道稚内市中央2丁目（＝北海道道106号稚内天盐线交点）
- 总長：12.9千米

## 共线区间
- 稚内市抜海 - 稚内市ルエラン（北海道道106号稚内天盐线）
- 稚内市中央1丁目 - 稚内市中央2丁目（北海道道407号稚内港线）

## 经过的自治体
- 宗谷综合振兴局
  - 稚内市

## 接续道路
- 稚内市
  - 北海道道106号稚内天盐线（3个所）
  - 重複区間省略
  - 北海道道407号稚内港線

## 历史
- 1957年3月30日 路線勘定（路線编号163）。
- 1994年10月1日 路線编号変更。

## 其他
野寒布有野寒布岬、野寒布寒流水族館、青少年科学館等，冬季自不必说，夏季作为旅游景点已经越来越受欢迎。此外，在富士見还有常年存在的洗浴场所，稚内温泉「童夢」，从露天浴场可以俯瞰利尻富士和礼文岳。